# 性海寺 (神戸市)
潮海寺（しょうかいじ）は、兵庫県神戸市西区にある高野山真言宗の寺院。山号は高和山。本尊の如意輪観世音菩薩像は、聖武天皇より賜った香木を、開基である行基が自ら刻まれたと伝えられている。

## 歴史
当寺は、奈良時代の僧行基によって創建されたと伝えられる。天正7年（1579年）に羽柴秀吉の三木城攻略の際の兵火により焼失したが、慶安元年（1648年）に徳川家光により本堂・阿弥陀堂等を再建するとの御朱印を賜り、天下泰平萬民豊楽の修正会（追儺式）を命ぜられた。明治維新まで24寺の塔頭寺院が存在していたが、廃仏毀釈により大半の寺院が焼失し、現在は2寺のみとなっている。
2022年11月5日、本堂が全焼。秘仏である本尊も消失。

## 文化財
- 神戸市指定文化財
  - 本道附棟札
  - 八幡神社本殿

## 周辺寺院
- 龍華院

## 前後の札所
- 播磨西国三十三箇所
24 高薗寺 － 25 性海寺 － 26 近江寺
- 神戸十三仏霊場
4 太山寺（普賢菩薩） － 5 性海寺（地蔵菩薩） － 6 大龍寺（弥勒菩薩）